# Diapozytyw

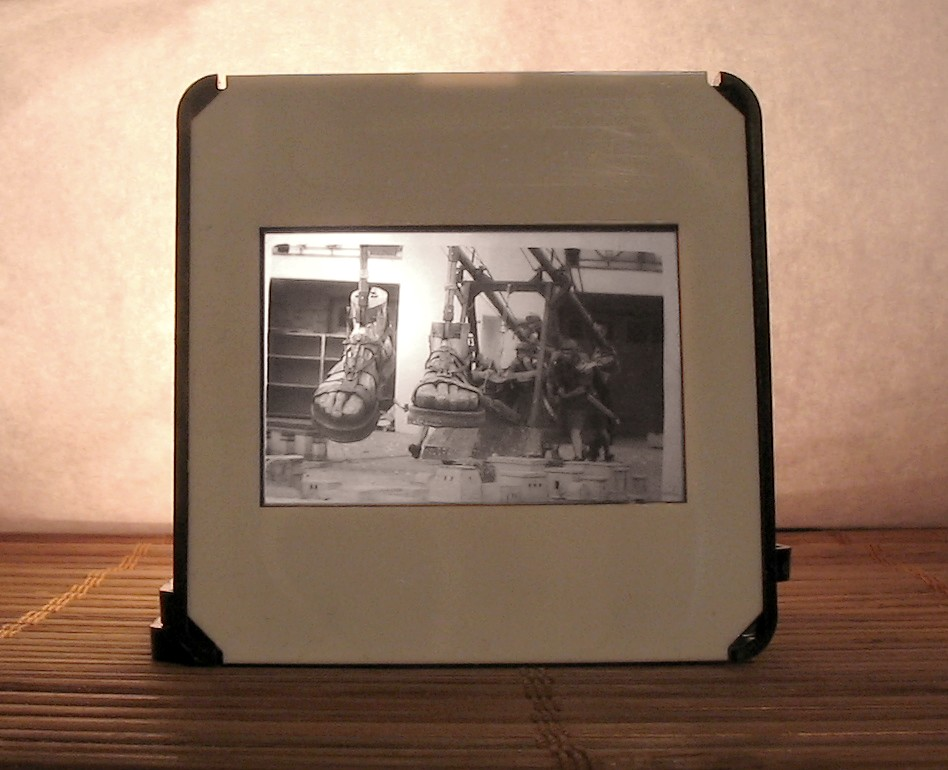
Diapozytyw czarno-biały – slajd

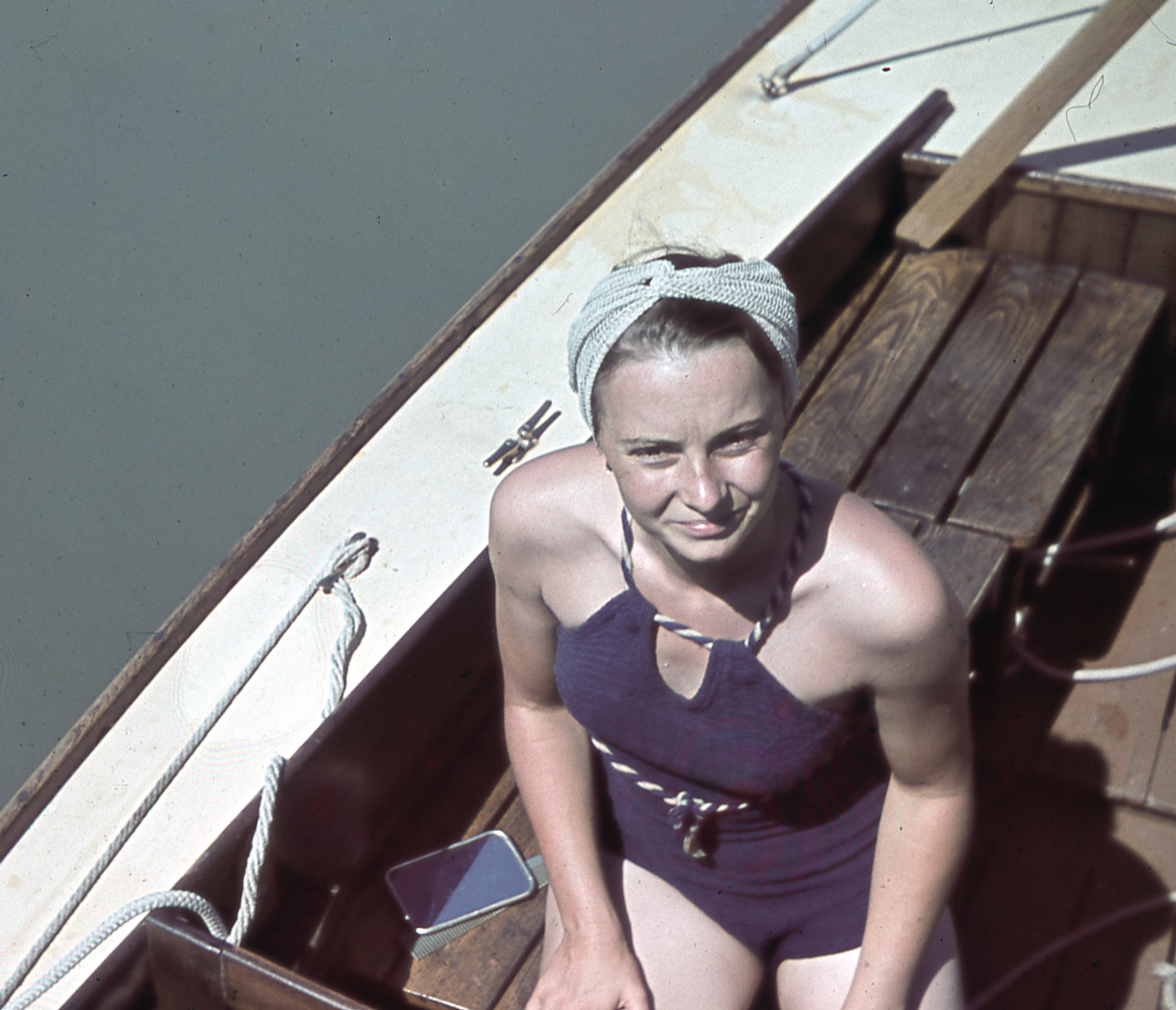
Diapozytyw kolorowy – slajd Agfacolor z 1939

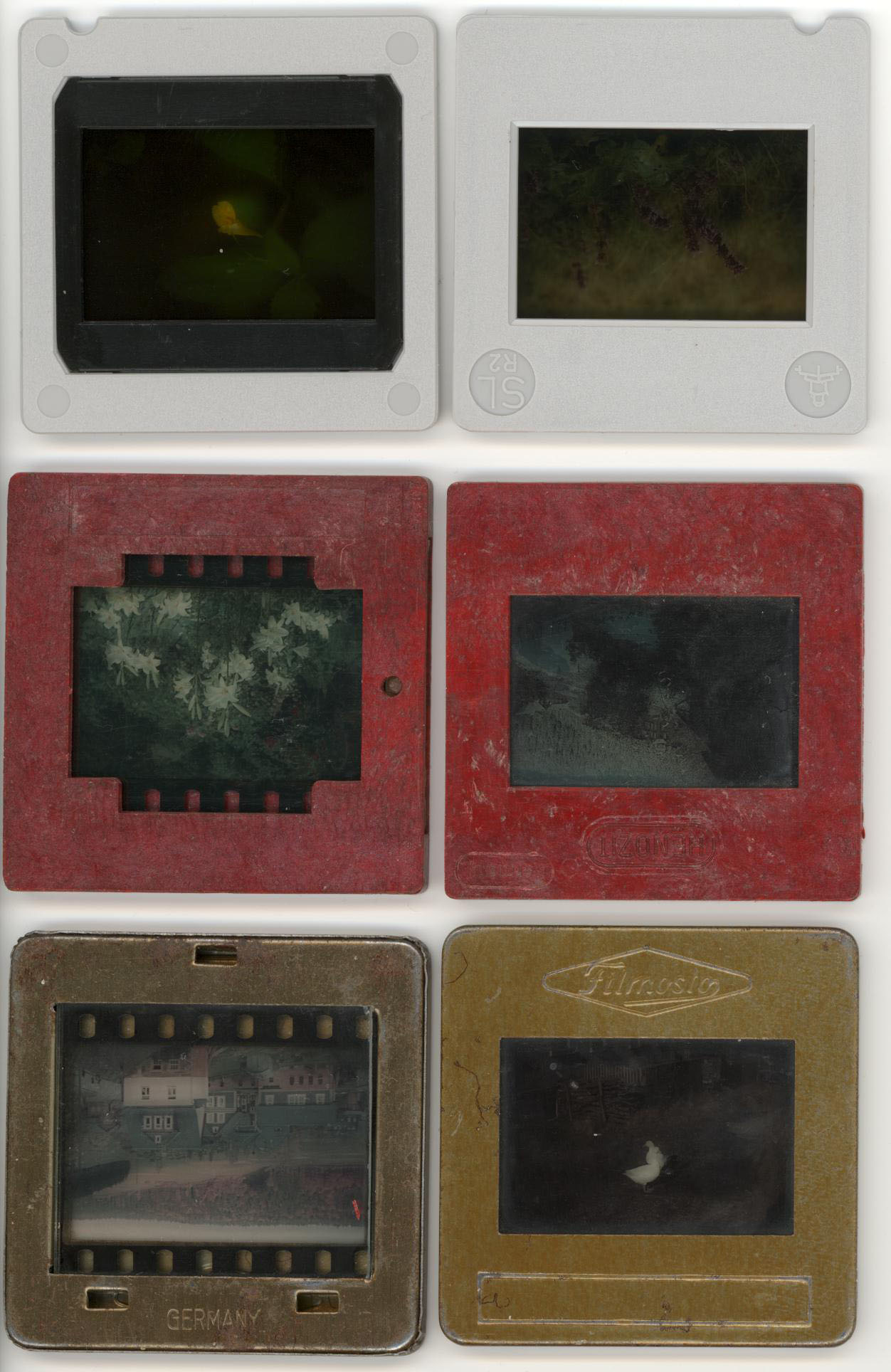
Kolorowe diapozytywy – slajdy

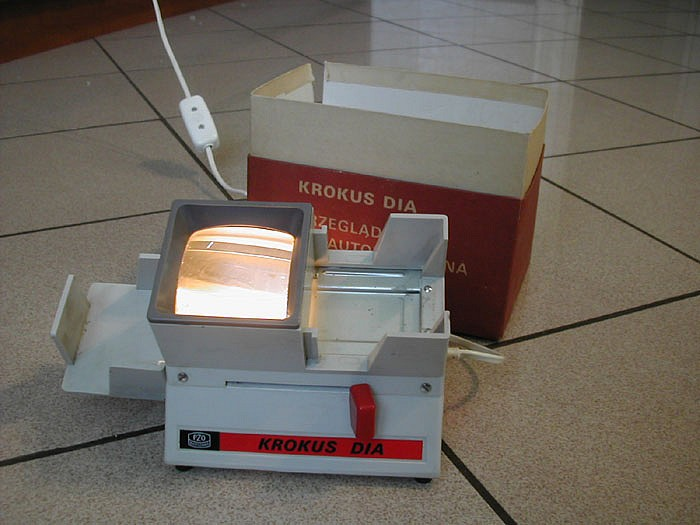
Przeglądarka przezroczy (slajdów) KROKUS DIA produkcji PZO

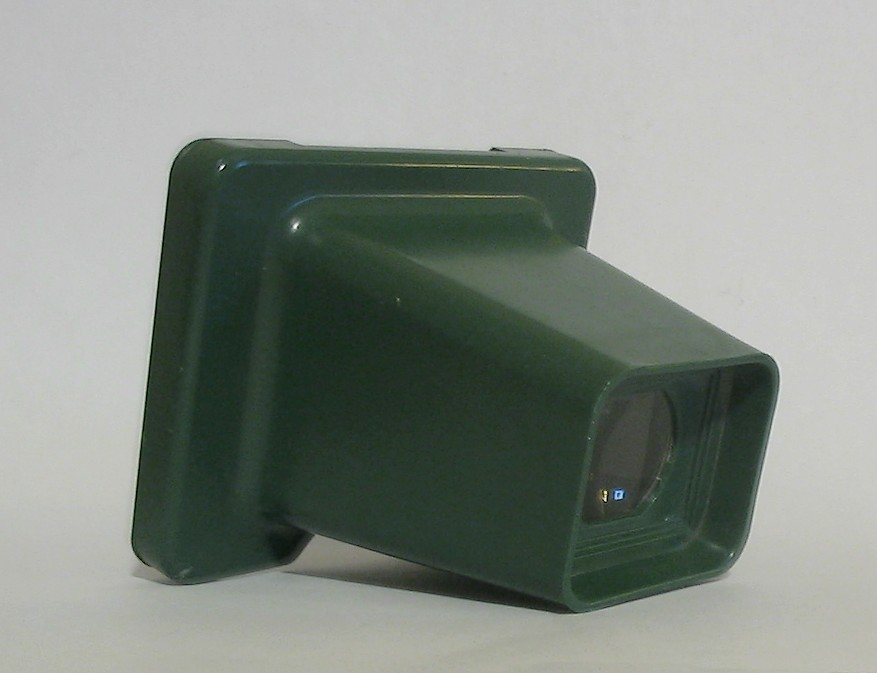
Prosta przeglądarka przezroczy (slajdów)

Diapozytyw – pozytywowy obraz (monochromatyczny lub wielobarwny) naniesiony na materiał przezroczysty lub wytworzony w jego wnętrzu. Aby móc go obejrzeć lub wykorzystać do innych celów, niezbędne jest użycie światła przechodzącego. Najczęściej diapozytywy występują w postaci błon fotograficznych, rzadziej w postaci płyt szklanych lub wysokoprzezroczystych tworzyw sztucznych.
Diapozytywy wykorzystuje się w celach:
- obserwacji bezpośredniej,
- projekcji na ekran odblaskowy,
- naświetlania materiałów światłoczułych

## Metody otrzymywania
Diapozytywy można otrzymywać różnymi metodami, np. poprzez fotografię, kopiowanie stykowe, naświetlanie na specjalnych naświetlarkach laserowych, druk poligraficzny, w postaci wydruków na różnego rodzaju drukarkach komputerowych, a także poprzez ręczne naniesienie obrazu. Sam obraz może być nieprzepuszczający światła lub częściowo transparentny. W przypadku materiałów światłoczułych, diapozytywy można otrzymywać poprzez fotografię bezpośrednią i wywołanie w procesie odwracalnym lub poprzez fotograficzne kopiowanie negatywów.

## Zastosowanie
- prezentacja fotografii w postaci projekcji przezroczy (slajdów), a także diaporam;
- fotografia artystyczna i reklamowa, zwłaszcza, gdy potrzebne są duże powiększenia (z uwagi na małą ziarnistość diapozytywów);
- przeprowadzanie pokazów i prezentacji za pomocą rzutników;
- zastosowania przemysłowe[1], np. fotogalwanoplastyka, naświetlanie klisz poligraficznych.

Pod koniec XX wieku, standardem wywoływania fotograficznych barwnych materiałów odwracalnych diapozytywowych stał się proces E-6. Kolorowe diapozytywy fotograficzne, w porównaniu z odbitkami z negatywów podobnej klasy i czułości, charakteryzują się niższą ziarnistością, większym nasyceniem barw oraz większym kontrastem. Przemysł fotograficzny wytwarza współcześnie m.in. specjalne diapozytywy do fotografii krajobrazowej i przyrodniczej (o bardzo dużym nasyceniu barw), portretowe (o optymalnym oddaniu kolorów skóry), wysokoczułe diapozytywy reporterskie, uniwersalne diapozytywy amatorskie, a także diapozytywy czarno-białe.